# CS-1
O CS-1 ou Sakura 1 foi um satélite de comunicação geoestacionário experimental japonês construído pelas empresas Mitsubishi Electric e Ford Aerospace, ele esteve localizado na orbital de 135 graus de longitude leste e foi operado inicialmente pela National Space Development Agency (NASDA) e posteriormente pela Telecommunications Satellite Company of Japan (TSCJ).

## História
O CS-1 (Communications Satellite 1) rebatizado em órbita para Sakura 1, era um satélite de comunicações experimental japonês.
Era estabilizado por um giro de 90 RPM e tinha uma forma cilíndrica, com a sua superfície curva coberto com células solares. A altura do cilindro era de 2,18 m com a antena estendendo atingia 1,31 m ao longo do eixo. O eixo de rotação era perpendicular ao plano da órbita, mas a antena de banda K e C tinha uma uma precisão melhor do que o apontador de 0,3°. Esta pequena antena em forma de disco foi montado na extremidade do cilindro e foi orientado a um ângulo de cerca de 45 graus para o eixo de rotação. O satélite tinha uma vida útil projetada para 3 anos, em local perto de 135 graus de longitude leste.
Os experimentos usaram as frequências de telefone e TV de 2.1, 2.3, 4, 6, 20 e 30 GHz. Os experimentos estudaram as características do equipamento, transmissões de sinais, características de propagação, o sistema de operação de comunicação e controle do satélite. Experiências conjuntas com o satélite ECS feitas em fevereiro de 1979, foi um dos objetivos.

## Lançamento
O satélite foi lançado com sucesso ao espaço no dia 15 de dezembro de 1977, por meio de um veículo Delta-2914, laçando a partir da Estação da Força Aérea de Cabo Canaveral, na Flórida, EUA.